# Cory Monteith
Cory Allan Michael Monteith  (født 11. maj 1982, død 13. juli 2013) var en canadisk skuespiller og musiker, bedst kendt for sin rolle som Finn Hudson i Fox tv-serie Glee.
Cory Monteith blev fundet død på sit hotelværelse den 13. juli 2013.

## Tidlige liv
Monteith blev født i Calgary, Alberta, den 11. maj 1982, som den yngste søn af Ann McGregor, indretningsarkitekt, og Joe Monteith, en militærmand, der tjente i Princess Patricia's Canadian Light Infantry. Han havde en ældre bror ved navn Shaun. Monteiths forældre blev skilt, da han var syv år gammel, og han og hans storebror blev opdraget af deres mor i Victoria, British Columbia. Efter skilsmissen så han lidt til sin far på grund af Joe Monteiths værnepligt. Han havde sociale vanskeligheder i skolen. Som 13-årig begyndte han på alkohol og marihuana og begyndte at pjække fra skole.
Efter at have gået på 16 forskellige skoler, herunder alternative programmer for urolige teenagere, droppede han helt ud som 16-årig. På det tidspunkt var hans stof-og alkoholmisbrug steget, og Monteith vendte sig mod småkriminalitet, såsom at stjæle penge fra venner og familie, for at finansiere sin afhængighed. Vendepunkt i Monteiths liv kom, da hans mor og en gruppe af venner iscenesat en intervention, da han var 19, og han begyndte at deltage i et rehabiliteringsprogram. Monteith udtalte: "Jeg er heldig på så mange punkter. Jeg er heldig med at være i live". Han fik til sidst sin high school-eksamen i 2011 fra en alternativ skole han gik på i sin ungdom i Victoria.
Før han brød igennem i showbusiness, havde Monteith forskellige jobs, bl.a. Walmart-receptionist, taxichauffør, skolebuschauffør, og tagdækker.

## Personlige liv
Monteith var i et forhold med sin Glee-medskuespiller, amerikanske Lea Michele, indtil sin død. Den 31. marts 2013 blev det meddelt, at Monteith frivilligt havde gået med til at gå i en behandling for stofmisbrug. Han havde tidligere fået stofmisbrugsbehandling, da han var nitten. Hans behandling blev afsluttet den 26. april 2013.

## Død
Monteith blev fundet død i sit værelse på The Fairmont Pacific Rim hotel i Vancouver, British Columbia den 13. juli 2013. Han havde planlagt at tjekke ud den 13. juli, men da han undlod at gøre det, gik hotellets personale ind på hans værelse og opdagede hans lig. Selvom politiet i Vancouver sagde, at dødsårsagen ikke var umiddelbart indlysende, var der ingen mistænkelige omstændigheder ved dødsfaldet. Monteiths pressetalsmand udstedte en kort erklæring efter politiets pressemøde: "Vi er så kede af at bekræfte, at meldingerne vedr. Cory Monteiths død er korrekte. Vi er i chok og sorg over dette tragiske tab." Senere obduktion konkluderede at dødsfaldet skyldtes en overdosis af heroin og alkohol.

## Filmografi

### Film
| År   | Film                          | Rolle               | Noter           |
| ---- | ----------------------------- | ------------------- | --------------- |
| 2005 | Killer Bash                   | Douglas Waylan Hart | TV film         |
| 2006 | Bloody Mary                   | Paul Zuckerman      |                 |
| 2006 | Kraken: Tentacles of the Deep | Michael             | TV film         |
| 2006 | Deck the Halls                | Madison's date      |                 |
| 2006 | Final Destination 3           | Kahill              |                 |
| 2007 | Hybrid                        | Aaron Scates        | TV film         |
| 2007 | White Noise: The Light        | Scooter fyr         |                 |
| 2007 | Gone                          | Davis Calder        | Kortfilm        |
| 2007 | The Invisible                 | Jimmy               |                 |
| 2007 | Whisper                       | Teenage boy         |                 |
| 2007 | Wannabe Macks                 | Stu                 |                 |
| 2008 | The Boy Next Door             | Jason               | TV film         |
| 2011 | Breaking the Girl             |                     |                 |
| 2011 | Monte Carlo                   | Owen                |                 |
| 2011 | Sisters & Brothers            | Justin Montegan     |                 |
| 2011 | Glee: The 3D Concert Movie    | Finn Hudson         |                 |
| 2013 | All The Wrong Reasons         | James Ascher        | Post-production |
| 2013 | McCanick                      | Simon Weeks         | I produktion    |

### TV
| År        | Titel              | Rolle          | Noter og awards |
| --------- | ------------------ | -------------- | --- |
| 2004      | Stargate Atlantis  | Genii Private  | Episode "The Storm" |
| 2005      | Young Blades       | Marcel Le Rue  | Episode "To Heir Is Human" |
| 2005      | Supernatural       | Gary           | Episode "Wendigo" |
| 2005      | Smallville         | Frat Cowboy    | Episode "Thirst" |
| 2005      | Killer Instinct    | Windsurfer Bob | Episode "Forget Me Not" |
| 2006      | Whistler           | Lip Ring       | Episode "The Burden of Truth" |
| 2006      | Stargate SG-1      | Young Mitchell | Episode "200" |
| 2006      | Kyle XY            | Charlie Tanner | Tilbagevendende rolle (7 episodes, 2006—2007) |
| 2007      | Flash Gordon       | Ian Finley     | Episode "Life Source" |
| 2007      | Kaya               | Gunnar         | Hovedrolle (10 episodes) |
| 2008      | Fear Itself        | James          | Episode "New Year's Day" |
| 2009      | Mistresses         | Jason          | |
| 2009      | The Assistants     | Shane Baker    | 2 episoder |
| 2009–2013 | Glee               | Finn Hudson    | Hovedrolle Screen Actors Guild Award for Outstanding Performance by an Ensemble in a Comedy Series (Delt med Glee) Teen Choice Award for Choice TV: Actor Comedy (2011) Nomineret — Teen Choice Award for Choice TV: Breakout Star Male (2009) Nomineret — People's Choice Award for Favorite TV Comedy Actor (2012) |
| 2010      | The Simpsons       | Flynn          | Stemme i episoden "Elementary School Musical" |
| 2011      | The Cleveland Show | Finn Hudson    | Stemme, Episode "How Do You Solve a Problem Like Roberta?" |
| 2012      | The Glee Project   | Sig selv       | Gæstestjerne (Sæson 2, Episode 3 "Vulnerability") |